# Liste der Biografien/Rodi
Liste der Biografien |
Portal Biografien |
Personensuche
# |
A |
B |
C |
D |
E |
F |
G |
H |
I |
J |
K |
L |
M |
N |
O |
P |
Q |
R |
S |
T |
U |
V |
W |
X |
Y |
Z |
?
 
Ra |
Rb |
Rd |
Re |
Rh |
Ri |
Rj |
Rk |
Rl |
Rm |
Rn |
Ro |
Rr |
Rs |
Rt |
Ru |
Rv |
Rw |
Rx |
Ry |
Rz
 
Roa |
Rob |
Roc |
Rod |
Roe |
Rof |
Rog |
Roh |
Roi |
Roj |
Rok |
Rol |
Rom |
Ron |
Roo |
Rop |
Roq |
Ror |
Ros |
Rot |
Rou |
Rov |
Row |
Rox |
Roy |
Roz 
 
Roda |
Rodb |
Rodd |
Rode |
Rodf |
Rodg |
Rodh |
Rodi |
Rodj |
Rodk |
Rodl |
Rodm |
Rodn |
Rodo |
Rodr |
Rods |
Rodt |
Rodu |
Rodw |
Rody |
Rodz
Die Liste der Biografien führt alle Personen auf, die in der deutschsprachigen Wikipedia einen Artikel haben. Dieses ist eine Teilliste mit 94 Einträgen von Personen, deren Namen mit den Buchstaben „Rodi“ beginnt.

## Rodi
- Rodi, Dieter (* 1932), deutscher Biologe, Biologiedidaktiker, Naturschützer und Hochschullehrer
- Rodi, Frithjof (* 1930), deutscher Philosoph
- Rodi, Michael (* 1958), deutscher Rechtswissenschaftler
- Rodi, Thomas John (* 1949), US-amerikanischer römisch-katholischer Geistlicher, emeritierter Erzbischof von Mobile
- Rodi, Wolfgang (* 1942), deutscher Ingenieurswissenschaftler und Hochschullehrer

### Rodia
- Rodian, Kjell (1942–2017), dänischer Radrennfahrer
- Rodian, Tony (1931–1995), dänischer Schauspieler, Kabarettist und Radiomoderator
- Rodiani, Onorata (1403–1452), legendäre italienische Malerin und Condottiere

### Rodic
- Rodic, Daniel (* 1991), deutscher Schauspieler
- Rodić, Milan (* 1991), serbischer Fußballspieler
- Rodić, Radoslav (* 1950), serbischer Rock- und Folk-Sänger
- Rodič, Snežana (* 1982), slowenische DreispringerinSnežana Rodič (* 1982)

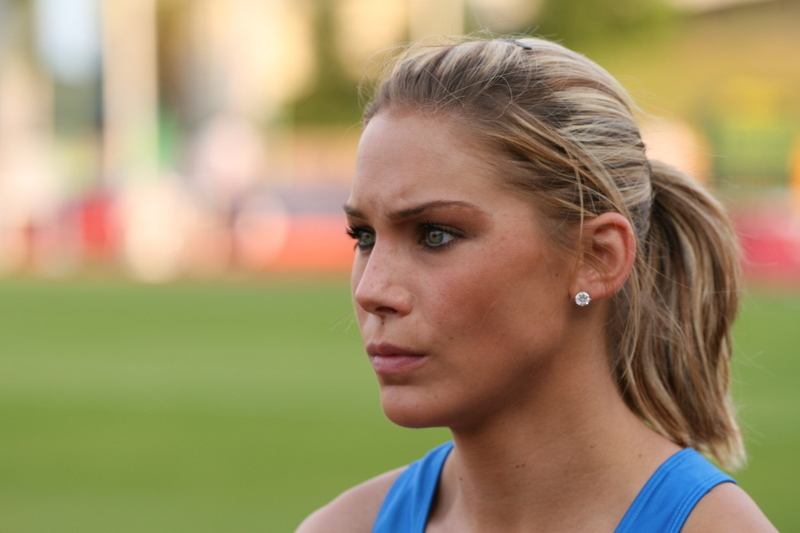
Snežana Rodič (* 1982)

- Rodić, Vladimir (* 1993), montenegrinischer Fußballspieler
- Rodich, Gabriel von (1812–1890), kroatischer Adliger, österreichisch-ungarischer General
- Rodiczky von Sipp, Karl (1787–1845), k.k. Feldmarschall-Lieutenant und Ritter des Militär-Maria-Theresien-Ordens
- Rodiczky, Eugen von (1844–1915), ungarischer Agrarwissenschaftler und Hochschullehrer

### Rodie
- Rodiek, Christoph (* 1947), deutscher Romanist und Literaturwissenschaftler
- Rodiek, Ernst (1903–1980), deutscher Politiker (SPD), MdB
- Rodiek, Thorsten (* 1954), deutscher Kunsthistoriker
- Rodier, Charles-Séraphin (1797–1876), kanadischer Politiker
- Rodier, Denis (* 1963), kanadischer Comiczeichner
- Rodier, Jean (1891–1965), französischer Wasserballspieler und Schwimmer
- Rodier, Sylvain (* 1977), kanadischer Eishockeyspieler

### Rodig
- Rödig, Erich (* 1946), deutscher Arzt und ehemaliger Generalarzt der Luftwaffe
- Rodig, Erich Wasa (1869–1940), Oberbürgermeister der preußischen Stadt Wandsbek
- Rödig, Jürgen (1942–1975), deutscher Jurist
- Rödig, Klaus-Peter (* 1938), deutscher Forstwissenschaftler und Hochschullehrer
- Rodig, Laura (1901–1972), chilenische Bildhauerin und Malerin
- Rodig, Tim (* 1970), deutscher Jazzmusiker
- Rodigan, David (* 1951), britischer Reggae- und Dancehall-DJ
- Rodigari, Nicola (* 1981), italienischer Shorttracker
- Rodigast, Hermann (1915–1990), deutscher Fernseh-, Hörspiel- und Filmautor
- Rodigast, Samuel (1649–1708), deutscher Dichter
- Rödiger von Manteuffel, Friedrich Wilhelm (1854–1922), preußischer Offizier, zuletzt Oberst
- Rödiger, Albert (1903–1973), deutscher DBD-Funktionär, DBD-Landesvorsitzender Thüringen
- Rödiger, Alexander (* 1985), deutscher Bobfahrer
- Rödiger, Carl Hugo (* 1850), deutscher Politiker (SPD), MdR
- Rödiger, Emil (1801–1874), deutscher Orientalist und Semitist
- Rödiger, Fritz (1824–1909), deutscher Revolutionär
- Rödiger, Karl-Heinz (* 1945), deutscher Informatiker
- Rödiger, Wilfried (1937–2016), deutscher Kardiologe

### Rodik
- Rodik, Belinda (* 1969), österreichische Journalistin und Schriftstellerin

### Rodil
- Rodil Campillo, José Ramón (1789–1853), spanischer Kolonialoffizier, Politiker und Militär

### Rodim
- Rodimer, Frank Joseph (1927–2018), US-amerikanischer Geistlicher, römisch-katholischer Bischof von Paterson
- Rodimuschkin, Wladimir Alexandrowitsch (1921–1986), sowjetischer Ruderer
- Rodimzew, Alexander Iljitsch (1905–1977), sowjetischer Generaloberst

### Rodin
- Rodin, Alexei Grigorjewitsch (1902–1955), sowjetisch-russischer Generaloberst der Panzertruppen und Held der Sowjetunion
- Rödin, Anton (* 1990), schwedischer Eishockeyspieler
- Rodin, Auguste (1840–1917), französischer Bildhauer und ZeichnerAuguste Rodin (1840–1917)

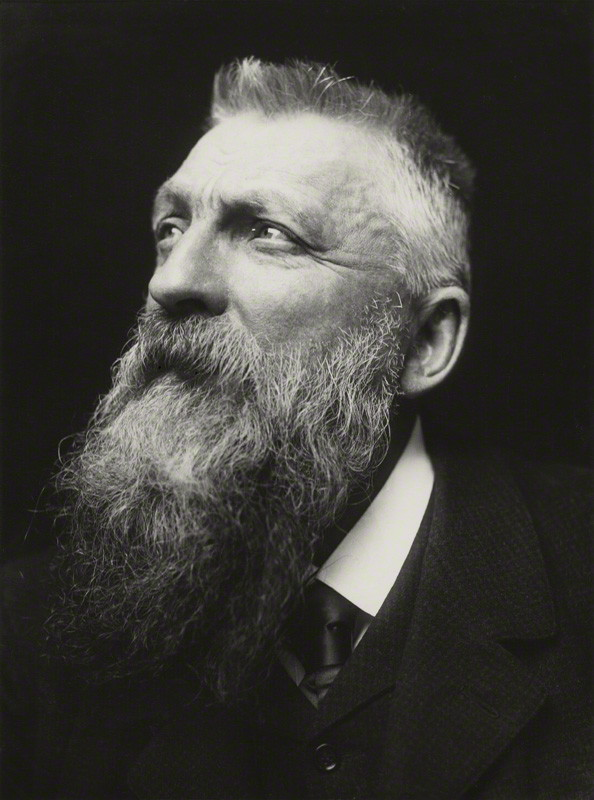
Auguste Rodin (1840–1917)

- Rodin, Dimitri (* 1975), russisch-estnischer Eishockeyspieler
- Rodin, Gil (1906–1974), US-amerikanischer Jazzmusiker und Musikproduzent
- Rodin, Iwan Olegowitsch (* 1991), russischer Naturbahnrodler
- Rodin, Judith (* 1944), US-amerikanische Psychologin und Philanthropin
- Rodin, Siniša (* 1963), kroatischer Jurist und Richter am Europäischen Gerichtshof
- Rodina, Irina Wiktorowna (* 1973), russische Judoka
- Rodina, Jewgenija Sergejewna (* 1989), russische Tennisspielerin
- Rodina, Olena (* 1975), ukrainisch-russische Skilangläuferin
- Röding, Carsten-Michael (* 1972), deutscher Politiker (CDU), MdA
- Röding, Curt (1898–1969), deutscher Volkswirt und Kommunalpolitiker der NSDAP
- Röding, Johann Heinrich (1732–1800), deutscher Pädagoge und Dichter
- Röding, Johann Hinrich (1763–1815), deutscher Buchautor und Teehändler
- Roding, Nicolaus (1519–1580), deutscher lutherischer Geistlicher, Theologe und Hochschullehrer
- Röding, Peter Friedrich (1767–1846), deutscher Malakologe
- Rodinger, Dominik (* 1987), tschechischer Fußballspieler
- Rödinger, Friedrich (1800–1868), deutscher Jurist, Journalist und Politiker
- Rodini, Valentina (* 1995), italienische Ruderin
- Rodinò, Giulio (1875–1946), italienischer Rechtsanwalt und Politiker
- Rodino, Peter Wallace (1909–2005), US-amerikanischer Politiker
- Rodino, Rodolfo (* 1937), uruguayischer Radrennfahrer
- Rodinson, Maxime (1915–2004), französischer marxistischer Historiker und Orientalist

### Rodio
- Rodio, Antonio (1904–1980), argentinischer Geiger, Bandleader und Tangokomponist italienischer Herkunft
- Rodio, Giovanni (1888–1957), italienischer Geotechniker
- Rodio, Rocco, italienischer Renaissance-Komponist und Musiktheoretiker
- Rodionov, Jurij (* 1999), österreichischer TennisspielerJurij Rodionov (* 1999)

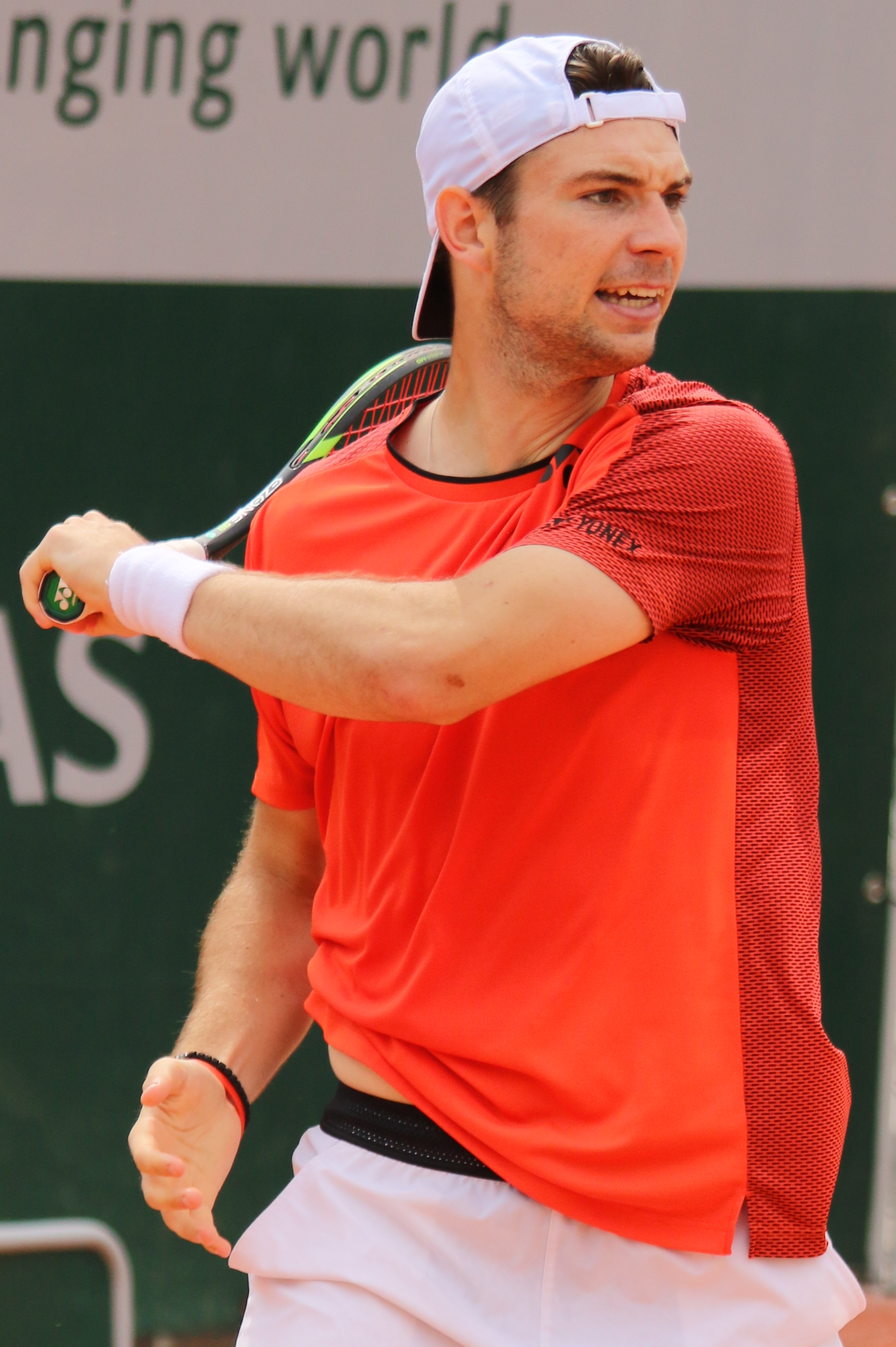
Jurij Rodionov (* 1999)

- Rodionova, Anastasia (* 1982), russische Tennisspielerin
- Rodionova, Arina (* 1989), russische Tennisspielerin
- Rodionow, Alexander Diomidowitsch, russischer Segler und Olympiamedaillengewinner
- Rodionow, Alexei Borissowitsch (* 1947), russischer Kameramann
- Rodionow, Denis (* 1985), kasachischer Fußballtorhüter
- Rodionow, Igor Nikolajewitsch (1936–2014), russischer General und Politiker
- Rodionow, Jewgeni Alexandrowitsch (1977–1996), russischer Soldat in Tschetschenien, Entführungsopfer
- Rodionow, Michail Iwanowitsch (1907–1950), sowjetischer Politiker, Ministerpräsident der RSFSR
- Rodionow, Sergei Jurjewitsch (* 1962), sowjetischer Fußballspieler
- Rodionow, Sergei Konstantinowitsch (1859–1925), russischer Architekt, Restaurator und Hochschullehrer
- Rodionowa, Alexandra Wassiljewna (* 1984), russische Rennrodlerin
- Rodionowa, Inga Sergejewna (* 1980), russisch-aserbaidschanische Eiskunstläuferin
- Rodionowa, Irina Alexandrowna (* 1951), sowjetische bzw. russische Wirtschaftsgeographin und Hochschullehrerin
- Rodionowa, Julija (* 1990), kasachische Freestyle-Skierin
- Rodios, Thomas (* 1983), griechischer Bahn- und Straßenradrennfahrer

### Rodit
- Roditi, Claudio (1946–2020), brasilianischer Jazz-Trompeter
- Roditi, David (* 1973), mexikanischer Tennisspieler und -trainer
- Roditi, Katerina (* 1983), griechische Gewichtheberin
- Roditzer, Hans, Schweizer Bildhauer

### Rodiu
- Rodius, Charles (1802–1860), britisch-australischer Künstler